# Valle de los Ingenios
La Valle de los Ingenios, situata nella Provincia di Sancti Spíritus, nel centro di Cuba, è una vasta pianura triangolare che copre circa 250 chilometri quadrati e comprende al suo interno le valli di San Luis, Agabama-Méyer e Santa Rosa, oltre alla pianura costiera meridionale, il fiume Manatí Delta. Insieme alla città di Trinidad, è stato indicato dall'UNESCO come Patrimonio dell'umanità nel 1988. La valle venne popolata dall'aristocrazia creola dal XVII al XIX secolo essendo, all'epoca, una delle più grandi regioni dedite alla produzione della canna da zucchero.
L’aristocrazia utilizzava mano d’opera schiava al fine di far funzionare le sue produzioni. Uno dei casi più conosciuti è quello della tenuta Manaca-Iznaga e la sua torre di controllo, oggi considerata Monumento Nazionale e originariamente adibita alla sorveglianza del lavoro degli schiavi. Per la sua funzione e la sua storia la Torre ha suscitato numerose leggende.
L’accesso principale alla Valle de los Ingenios era Plaza de Santa Ana, ubicata nel pieno centro storico della città di Trinidad ad appena 500 metri da Plaza Mayor.
Ospita circa 65 siti archeologici, come alcuni resti dei siti industriali per la produzione dello zucchero e13 case hacienda perfettamente conservate, tra le quali la famosa Casa Guámairo, che ospita dipinti murali del pittore e architetto italiano Daniele Dall'Aglio.